# إبتسام مرهون الصفار
ابتسام مرهون الصفار (1940 - ) هي أكاديمية ومؤلفة عراقية، متخصصة باللغة العربية والأدب الإسلامي والنقد، من مواليد مدينة النجف.
حاصلة على شهادة البكالوريوس من كلية الآداب بجامعة بغداد عام 1963م، وحاصلة على شهادة الماجستير من نفس الكلية عام 1966م عن رسالتها (التعابير القرآنية والبيئة العربية في مشاهد القيامة)، ثم حصلت على شهادة الدكتوراه من كلية الآداب بجامعة القاهرة عام 1972 عن رسالتها (أثر القرآن في الأدب العربي في القرن الأول الهجري). عُينت رئيساً لقسم اللغة العربية في كلية التربية بجامعة بغداد ورئيسة قسم اللغة العربية في كلية التربية للبنات، دُعيت لمؤتمرات ومهرجانات عالمية منها، ندوة القاضي عياض بجامعة مراكش عام 1981، ومهرجان أبي حيان والفكر الأندلسي في الرباط عام 1980، لها العديد من المؤلفات والكتب والدراسات.

## المؤلفات
- أبو العيناء، الأديب البصري الظريف.
- الاقتباس من القرآن الكريم.
- التعابير القرآنية والبيئة العربية في مشاهد القيامة.[8]
- الجامع للرسائل والأطاريح في الجامعات العراقية.[9]
- الفأل والطيرة والتنجيم: في الفكر الاسلامي والموروث الادبي.[10]
- أثر القرآن في الأدب العربي في القرن الأول الهجري.[11]
- آفاق الأدب في العصر الأموي.
- تحفة الوزراء.[12]
- جمالية التشكيل اللوني في القرآن الكريم.[13]
- كتاب التعازي.[14]
- مالك ومتمم: ابنا نويرة اليربوعي.
- معجم الدراسات القرآنية.
- منهج الثقات في تراجم القضاة.
- الأمالي في الأدب الإسلامي.
- المقامة الحصيبية في المفاضلة بين الفنون وأربابها وشرحها.
- رؤية معاصرة في التحقيق والنقد.
- سيرة النص: منارات ومحطات في سيرة ومسيرة نادر هدى الشعرية.
- فضاءات في الأدب العربي القديم.
- مرهون الصفار، شاعر الفصيح والعامي.